# Comando de Aeródromo A (o) 3/XII
El Comando de Aeródromo A (o) 3/XII (Flieger-Horst-Kommandantur A (o) 3/XII) fue una unidad de la Luftwaffe durante la Segunda Guerra Mundial.

## Historia
Fue formado el 1 de abril de 1944 en Lachen-Speyerdorf, a partir del Comando de Defensa de Aeródromo 33/XII. El 15 de junio de 1944 es renombrado como Comando de Aeródromo A (o) 19/VII.

## Servicios
- abril de 1944 – junio de 1944: en Lachen-Speyerdorf bajo el Comando de Base Aérea 1/XII.

## Orden de Batalla

### Unidades adheridas
- Comando de Pista de Aterrizaje Germersheim
- Comando de Pista de Aterrizaje Speyer